# Васючков, Юрий Фёдорович
Юрий Фёдорович Васючков (2 декабря 1936, г. Подольск Московской области – 9 апреля 2020) — советский и российский учёный-горняк, создатель научного направления "физическая химия процессов горного производства", соавтор научного открытия РФ. Доктор технических наук, профессор кафедр «Подземной разработки пластовых месторождений» и «Геотехнологии освоения недр» НИТУ «МИСиС». Заслуженный деятель науки Российской Федерации, лауреат премии Совета Министров СССР, премии имени академика А. А. Скочинского.

## Биография
Юрий Федорович Васючков родился 2 декабря 1936 г. в Подольске. 
После окончания в 1959 г. Московского горного института (сегодня – Горный институт НИТУ «МИСиС») работал в Печорском угольном бассейне на шахтах № 32 и № 17-бис комбината «Воркутауголь» в должностях горного мастера, помощника начальника, начальника участка и заместителя главного инженера. 
С 1966 г. трудился в Московском горном институте в должностях от младшего, старшего научного сотрудника, руководителя научно-исследовательского сектора до доцента, а с 1985 г. – профессора кафедр «Подземной разработки пластовых месторождений» и «Геотехнологии освоения недр» Горного института НИТУ «МИСиС».
Занимал должность ректора Института экономики и управления в строительстве и промышленности.

## Научная и педагогическая деятельность
Ю. Ф. Васючков создал научное направление «физическая химия процессов горного производства», открыл закон термодинамической стабильности газов и паров в системе «метан-уголь», вскрыл механизм взаимодействия угля с истинными и меняющими свое фазовое состояние растворами, а также механизм перестройки пористо-трещиноватой структуры угля при воздействии на него химически активными и поверхностно активными средами, создал теорию физико-химического воздействия на метаноносность пласта.
Разработал и внедрил технологии интенсивной дегазации угольных пластов, физико-химического укрепления неустойчивых кровель в очистных и подготовительных забоях шахт, комплексного микробиологического окисления метана в выработанных пространствах и из атмосферы горных выработок и снижения серосодержания угля. Установил закономерности изменения электростатических характеристик угольного массива от его напряженного состояния. Обосновал концепцию и разработал научные основы локального углегазоэлектрического предприятия с выработкой электроэнергии и водорода на угольных месторождениях.
В период с 1966 по 1990 г. являлся руководителем инновационных проектов по внедрению на угольных шахтах дегазации, полимерного укрепления горных пород, биотехнологических способов борьбы с метаном в угольных шахтах и подземного сжигания углей в Донецком и Карагандинском угольных бассейнах. Внедрение новых технологий на пятнадцати угольных шахтах Караганды и Донбасса показало высокую их эффективность. При его непосредственном участии разрабатывались технологии дегазации угольных пластов с использованием методов интенсификации их метаноотдачи, снижения метанообильности горных выработок после биообработки угольных пластов и выработанных пространств, а также повышения прочности углепородного массива после его полимерного укрепления на пяти шахтах Центрального района Донбасса.
В зонах применения указанных технологий отработаны 28 очистных забоев и проведены 42 горные выработки. Эффективность дегазации угольных пластов составила 50-70 %, нагрузка на очистные забои возросла на 20-30%, производительность подземного труда увеличилась на 15-20 %. Эти технологии признаны в угольной промышленности и внесены в руководство дегазации угольных шахт и в руководство по полимерному укреплению угольных пластов.
Является соавтором научного открытия РФ и многих патентов на изобретения.
Ю.Ф. Васючков выпустил с успешной защитой 212 горных инженеров, 29 кандидатов технических наук и 4 доктора технических наук по специальности "подземная разработка месторождений полезных ископаемых".
Является автором 210 печатных трудов.

## Признание
Лауреат премии Совета Министров СССР, премии имени академика А. А. Скочинского (1980 г., за работу «Физико-химические основы борьбы с метаном в угольных шахтах»).  
Заслуженный деятель науки Российской Федерации.
Награжден медалями и почётными ведомственными знаками, в том числе медалями ВДНХ и всеми тремя степенями знака "Шахтерская слава"